# 和歌山社会保険事務局
和歌山社会保険事務局（わかやましゃかいほけんじむきょく）は、和歌山県和歌山市にあった社会保険庁の地方支分部局で、和歌山県を管轄していた。

## 管内社会保険事務所等
- 和歌山社会保険事務局和歌山西事務所
- 和歌山東社会保険事務所
- 田辺社会保険事務所
  - 田辺社会保険事務所新宮分室